# لويكيميا يوزينية حادة
في تخصص أمراض الدم والأورام، اللويكيميا اليوزينيه الحادة (AEL) هي نوع فرعي نادر من اللويكيميا النخاعية الحادة مع 50 إلى 80 بالمائة من الخلايا اليوزينية في الدم والنخاع. يمكن أن تنشأ من جديد أو قد تتطور لدى المرضى الذين يعانون من الشكل المزمن لمتلازمة فرط اليوزينيات. المرضى الذين يعانون من سرطان الدم اليوزيني الحاد لديهم ميل لتطوير تشنج قصبي وكذلك أعراض متلازمة الشريان التاجي الحادة و/أو قصور القلب بسبب التهاب عضلة القلب اليوزيني وتليف بطانة عضلة القلب القائم على اليوزيني.يعد تضخم الكبد وتضخم الطحال أكثر شيوعًا من الأنواع الأخرى من سرطان الدم النخاعي المزمن.